# Ferdinand Schuster
Ferdinand Schuster (* 21. September 1920 in Schönbach, Tschechoslowakei; † 10. Juli 1972 am Hochschwab) war ein österreichischer Architekt.

## Leben
Schuster war der Sohn des Geigenbauers Rudolf Schuster (1888–1955) und seiner Frau Anna, geb. Brückner (1895–1938). Die Familie zog 1929 nach Graz um, wo Rudolf Schuster eine Geigenbauwerkstatt übernahm. Ferdinand Schuster begann schon in seiner Schulzeit eine Geigenbauer-Lehre, die er 1939 abschloss. Im Herbst 1938 begann er dann ein Architekturstudium in Graz, 1939/40 wechselte er an die Technische Hochschule in Prag, bis er 1940 zur Wehrmacht eingezogen wurde. Nachdem er 1942 in Russland verwundet worden war, konnte er wieder einige Monate in Graz studieren, bevor er 1943 nochmals zum Kriegseinsatz eingezogen wurde. 1945 heiratete er Olga, geb. Somweber (1922–1972). 1947 wurde die Tochter Anna Maria geboren, 1950 der Sohn Nikolaus, 1960 die Tochter Elisabeth. Anfang Mai 1945 geriet Schuster in britische Kriegsgefangenschaft, aus der er im Juni 1945 entlassen wurde. 1946 wurde er österreichischer Staatsbürger und arbeitete als Geigenbauer in Graz.
Erst 1947/48 konnte er sein Studium fortsetzen, das er Ende 1949 dann als Diplomingenieur abschloss. Seine wichtigsten Lehrer waren die Architekten Friedrich Zotter, Karl Hoffmann und Karl Raimund Lorenz. 1949 erhielt Schuster eine Anstellung bei der Wohnbaugesellschaft GEMYSAG, die zu den Böhler-Werken in Kapfenberg gehörte. Nebenberuflich arbeitete er hier an seiner Doktorarbeit „Die Arbeiterstadt: Grundlagen für die Ortsplanung von Kapfenberg“. 1952 wurde er promoviert. In Kapfenberg konnte Schuster auch schon früh eigene Entwürfe für verschiedene Wohnhäuser ausführen. Er wählte den Ort auch als seinen Wohnort und eröffnete dort sein eigenes Büro als freier Architekt. In Kapfenberg war er auch als Gemeinderat in der Kommunalpolitik aktiv.
Der besondere Schwerpunkt in Schusters Werk lag auf sakralen Bauten sowie auf Bildungsbauten wie Schulen und Kindergärten In den 1950er und 1960er Jahren arbeitete er eng mit dem Maler, Grafiker und Pädagogen Mario Decleva zusammen, der für mehrere von Schusters Bauten die Glasarbeiten entwarf. 1964 wurde er auf den Lehrstuhl für Baukunst und Entwerfen der Technischen Hochschule Graz berufen, wo er 1966 das Architekturstudium reformierte. Neben seiner normalen Lehrtätigkeit hielt Schuster auch so genannte „Sondervorlesungen“, zum Beispiel zum Thema Semiotik. Von 1969 bis 1971 war er Dekan der Fakultät für Bauingenieurwesen und Architektur der TH Graz.

## Bauten (Auswahl)

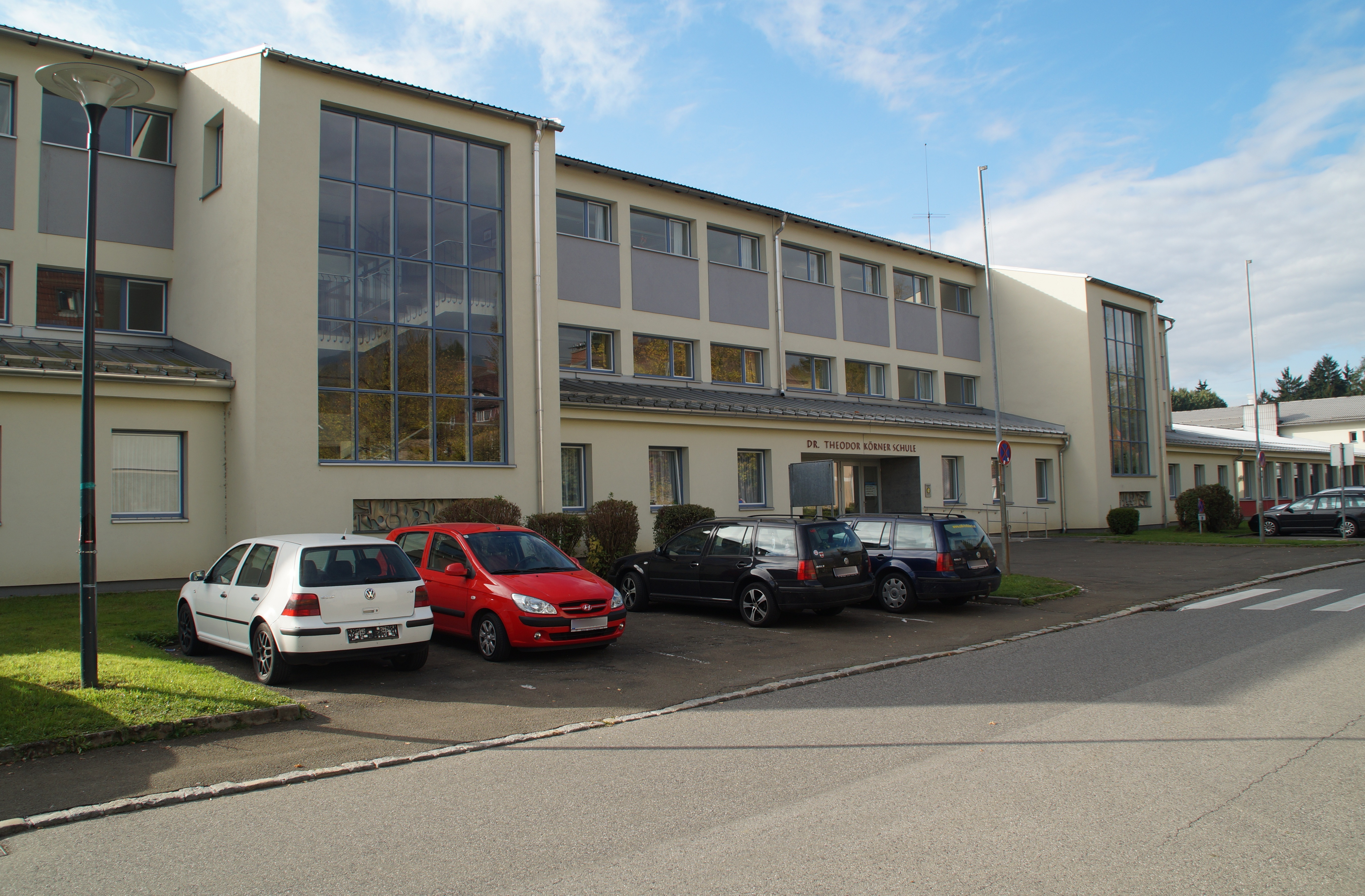
Theodor-Körner-Schule, Kapfenberg

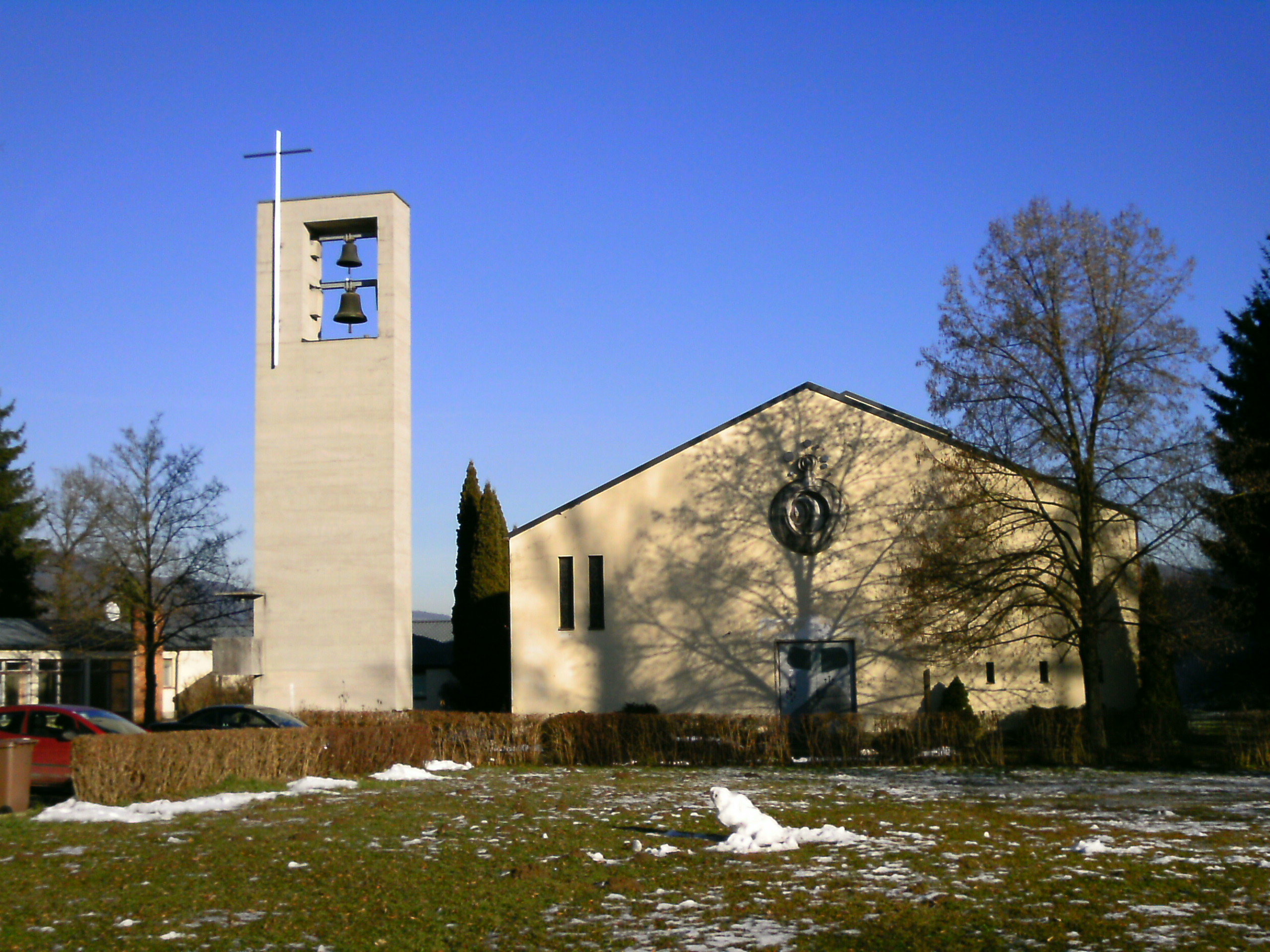
Pfarrzentrum Maria Königin, Kapfenberg

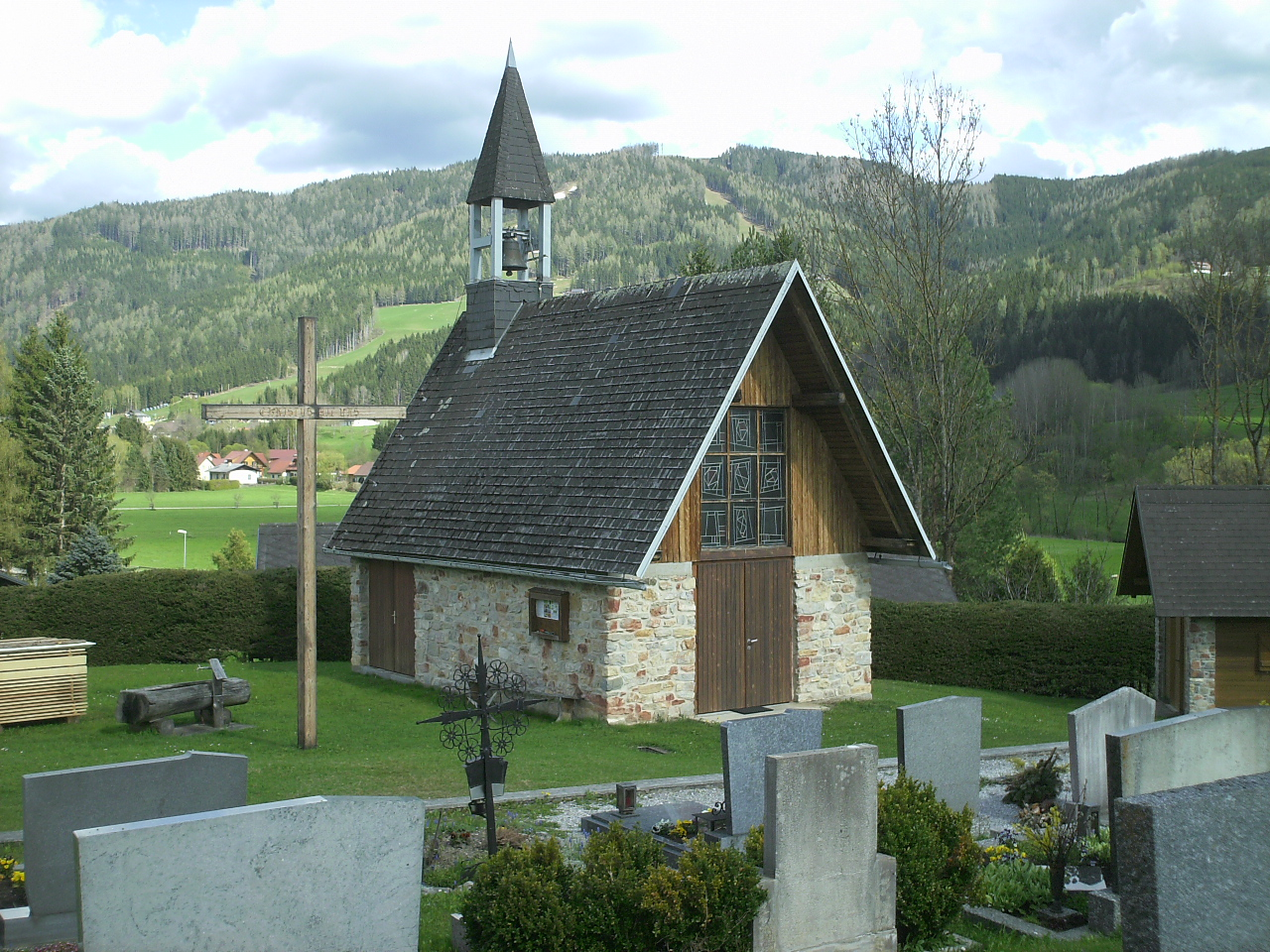
Evangelische Friedhofskapelle, Turnau

- Volksschule „Dr. Karl Renner“, Kapfenberg, Hochsschwabsiedlung, 1950–51
- Doppelhäuser Kapfenberg-Redfeld, 1950
- Hallen- und Freibad „Stadionbad“, Kapfenberg, 1951–1953
- Volksschule und Kindergarten Kapfenberg-Diemlach, 1952–1953
- Volks- und Hauptschule „Dr. Theodor Körner“, Kapfenberg-Schirmitzbühel, 1953–1956
- Stadion Eisenerz, Eisenerz, 1953–1956
- Mahnmal Friedhof Kapfenberg-St. Martin, 1954–1955
- Volksschule „Dr. Adolf Schärf“, Kapfenberg-Redfeld, 1955–1965
- Katholisches Pfarrzentrum „Maria Königin“, Kapfenberg-Schirmitzbühel, 1956–1957
- Wohnhaus Schoiswohl, Graz-Waltendorf, 1956–1958
- Evangelische Friedhofskapelle, Turnau, 1957–1958
- Evangelisches Gemeindezentrum mit Christuskirche Kapfenberg, 1957–1961
- Katholisches Pfarrzentrum „Zur Heiligen Familie“, Kapfenberg-Walfersam, 1957–1962
- Reihenhaussiedlung, Kapfenberg-Redfeld, 1958–1964
- Katholische Engelskirche, Kapfenberg-Hafendorf, 1959–1961
- Evangelisches Gemeindezentrum mit Erlöserkirche, Graz-Liebenau, 1959–1963
- Kindergarten „Dr. Mayer-Mallenau“, Kapfenberg-Hochschwalbsiedlung, 1960–1962
- Fernheizkraftwerk Graz-Süd, Graz-Gries, 1960–1963
- Totenhalle Veitsch, 1964–1967
- Kindergarten, Kapfenberg-Schirmitzbühel, 1964–1967
- Katholisches Pfarrzentrum „Hl. Schutzengel“, Leoben-Hinterberg, 1965–1967
- Kindergarten Leoben-Stadt, Leoben, 1965–1967
- Dampfkraftwerk Neudorf-Werndorf I, Neudorf ob Wildon, 1966–1968 (2017 abgerissen)
- Kolpinghaus, Kapfenberg-Walfersam, 1968–1971
- Katholisches Seelsorgezentrum St. Paul, Graz-Waltendorf, 1968–1970
- Ledigenheim Sagacker, Kapfenberg-Walfersam, 1970–1973
- Bestattungsanlage, Kapfenberg-St. Martin, 1971–1974
- Wasserkraftwerk Gabersdorf, Hasendorf, 1971–1974

## Schriften (Auswahl)
- Die Arbeiterstadt: Grundlagen für die Ortsplanung von Kapfenberg, Graz 1952 (Graz, Techn. Hochsch., Diss., 1952).
- Versus populum. Kirchenbau und Umwelt. In: Der Aufbau. Fachschrift für Planen, Bauen und Wohnen, Bd. 11 (1967), Heft 1–2, S. 15–20.
- Architektur und Landwirtschaft. Versuch einer theoretischen Grundlegung. In: Bauforum. Fachzeitschrift für Architektur, Bau, Design, Bd. 1 (1968), Heft 7/8, S. 18–22.
- Architektur und Apparat. In: Bauforum. Fachzeitschrift für Architektur, Bau, Design, Bd. 2 (1969), Heft 14, S. 28–30.